# レパーズタウン競馬場
座標: 北緯53度15分57秒 西経6度11分21秒 / 北緯53.26583度 西経6.18917度
レパーズタウン競馬場（レパーズタウンけいばじょう、Leopardstown Racecourse）は、アイルランド共和国ダブリン県・ダブリン市街の中心から南に約6マイル (9.7 km)のところに位置している、平地競走とナショナルハント競走を開催する競馬場。アイリッシュチャンピオンステークスを開催する競馬場としても知られている。

## 概要
1888年にイギリスのサンダウン競馬場をモデルとして開設された競馬場で、1967年以降はホースレーシングアイルランドが所有・運営している。開設から度々改装が施されており、ヨーロッパの競馬場随一であると運営者らは自負を表明している。
東京競馬場と交換競走をしており、10月に東京競馬場でアイルランドトロフィー（2024年まではアイルランドトロフィー府中牝馬ステークス）、同競馬場ではJRAタイロスステークスとしてレースが7月下旬にそれぞれ施行されている。

## コース
全面芝コースで、平地競走とナショナルハント競走の共用となっている。
周回コースは左回りで、1周1マイル6ハロン、最終コーナーからゴールまでは約400mで、最後の1ハロンは上り坂になっている。
全長6ハロンの直線コースが存在したが、現在は廃止されている。

## 主な競走
- アイリッシュチャンピオンステークス(G1)
- アイルランドメイトロンステークス(G1)
- チャンピオンズジュベナイルステークス(G2)
- アイリッシュダービートライアルステークス(G3)
- アイリッシュ1000ギニートライアル(G3)
- レパーズタウン1000ギニートライアルステークス(G3)
- キラヴランステークス(G3)
- AIGヨーロッパチャンピオンハードル (G1)